# Acteão (filho de Melisso)
Acteão era um filho de Melisso, cuja família havia fugido de Argos e migrado para Corinto, durante o período da tirania de Fédon. Por ser um rapaz muito belo, ele tinha vários namorados, o principal sendo Árquias, um heráclida  e um dos homens mais importantes de Corinto. Não conseguindo o rapaz pela persuasão, Árquias decidiu tomá-lo à força; para isto ele reuniu um grupo de amigos e servos, foi à casa de Melisso, e tentou levar o rapaz. Melisso, seus amigos e seus vizinhos resistiram e, na luta, Acteão foi feito em pedaços e morto.
Melisso levou o corpo do filho morto ao mercado de Corinto, mas eles nada fizeram. Em seguida, ele foi ao tempo de Posídon, pediu vingança aos deuses, e se matou.
Logo após, a cidade foi afetada com uma seca e uma peste, e o oráculo respondeu que a ira de Posidão só seria aplacada se a morte de Acteão fosse punida. Árquias, então, viajou para a Sicília e fundou Siracusa.
Diodoro Sículo comenta que Acteão morreu da mesma forma que o Acteão de quem ele tomou o nome.